# バッド・ロボット・プロダクションズ
バッド・ロボット・プロダクションズ（Bad Robot Productions）は、J・J・エイブラムスが所有するアメリカの番組制作会社である。
バッド・ロボットのロゴで使われている声は、エイブラムスの子供のヘンリーとグレーシーのものである。

## 製作作品

### 映画
- ロードキラー Joy Ride（2001） - 20世紀フォックス及びリージェンシー・エンタープライズと共同製作。
- ミッション:インポッシブル3 Mission: Impossible III（2006） - パラマウント映画及びクルーズ/ワグナー・プロダクションズと共同製作。
- Pursued（2007） - コロンビア ピクチャーズ及びメトロ・ゴールドウィン・メイヤーと共同製作。
- クローバーフィールド/HAKAISHA Cloverfield（2008） - パラマウント映画と共同製作。
- スター・トレック Star Trek（2009） - パラマウント映画及びスパイグラス・エンターテインメントと共同製作。
- 恋とニュースのつくり方 Morning Glory（2010） - パラマウント映画と共同製作。
- SUPER8/スーパーエイト Super 8（2011） - パラマウント映画及びアンブリン・エンターテインメントと共同製作。
- ミッション:インポッシブル/ゴースト・プロトコル Mission: Impossible – Ghost Protocol（2011） - パラマウント映画及びスカイダンス・プロダクションズと共同製作。
- スター・トレック イントゥ・ダークネス Star Trek Into Darkness（2013） - パラマウント映画、K/Oペーパー・プロダクションズ及びスカイダンス・プロダクションズと共同製作。
- ミッション:インポッシブル/ローグ・ネイション Mission: Impossible - Rogue Nation（2015） - パラマウント映画及びスカイダンス・プロダクションズと共同製作。
- スター・ウォーズ/フォースの覚醒 Star Wars: The Force Awakens（2015） - ルーカスフィルムと共同製作。
- 10 クローバーフィールド・レーン 10 Cloverfield Lane（2016） - パラマウント映画と共同製作。
- クローバーフィールド・パラドックス The Cloverfield Paradox（2018） - パラマウント映画と共同製作。
- ミッション:インポッシブル/フォールアウト Mission: Impossible - Fallout（2018） - パラマウント映画及びスカイダンス・プロダクションズと共同製作。
- スター・ウォーズ/スカイウォーカーの夜明け  Star Wars: The Rise Of Skywalker（2019） - ルーカスフィルムと共同制作。

### テレビシリーズ
- フェリシティの青春 Felicity（1998–2002）
- エイリアス Alias（2001–2006）
- LOST Lost（2004–2010）
- The Catch（2005）パイロット版のみ
- 恋するブライアン What About Brian（2006–2007）
- Six Degrees（2006–2007）
- FRINGE/フリンジ Fringe (2008–2013)
- Anatomy of Hope（2009）パイロット版のみ
- アンダーカバー Undercovers（2010）
- PERSON of INTEREST 犯罪予知ユニット Person of Interest（2011–）
- ALCATRAZ/アルカトラズ Alcatraz（2012）
- Shelter（2012）パイロット版のみ
- レボリューション Revolution（2012–2014）
- ALMOST HUMAN/オールモスト・ヒューマン Almost Human（2013–2014）
- BELIEVE/ビリーブ Believe（2014）
- ウエストワールド Westworld（2016–）